# Gebetsmühle

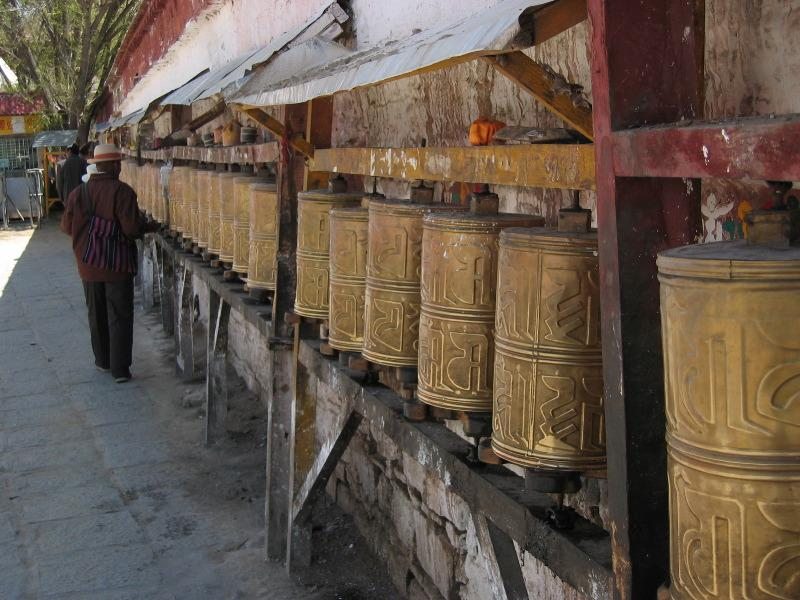
Gebetsmühlen im Tempel Samye in Tibet

Eine Gebetsmühle, auch Mani-Mühle oder Mani-Rad (von tib. ma ni 'khor lo), ist ein Rad oder eine Walze, die auf einer Papierrolle aufgedruckte Gebete oder Mantras enthält oder außen mit solchen verziert ist. Gebetsmühlen erinnern an das Ingangsetzen des Rades der Lehre (dharmachakra) durch Buddha selbst und sollen Leseunkundigen Möglichkeiten zum Erwerb von positivem Karma eröffnen.

## Geschichte
Der klassische indische und auch der ost- und südostasiatische Buddhismus kennt keine Gebetsmühlen; diese tauchen erst nach der Ausbreitung der Lehre Buddhas im 4. bis 8. Jahrhundert nach Tibet bzw. Ladakh auf. Genauere Ursprünge sind bislang nicht erforscht; am Anfang standen wahrscheinlich kleine Handmühlen der Pilgermönche. Mit den tibetischen Flüchtlingen der zweiten Hälfte des 20. Jahrhunderts kamen Gebetsmühlen auch in den Norden Indiens.

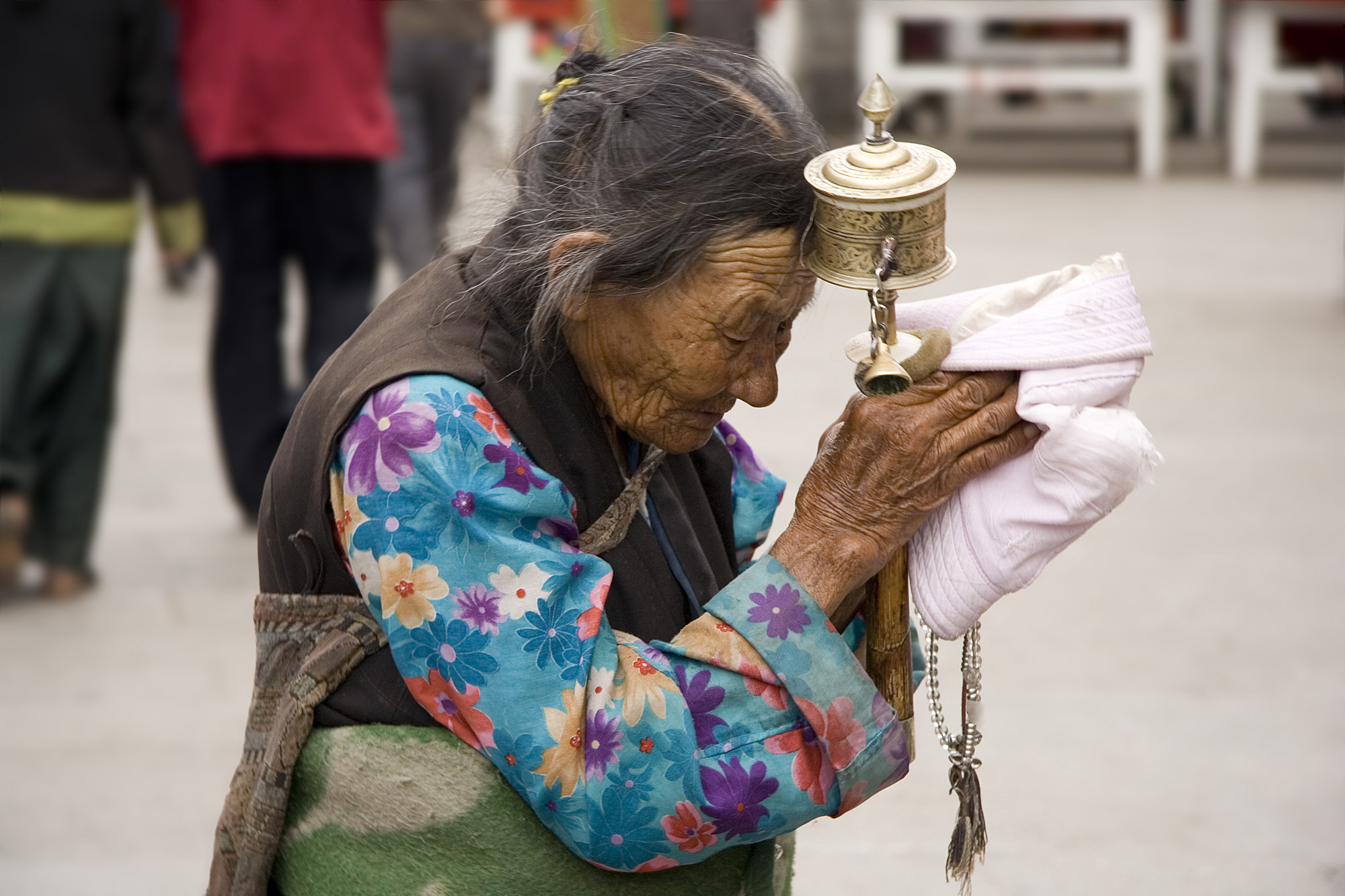
Pilgerin mit Hand-Gebetsmühle in Lhasa

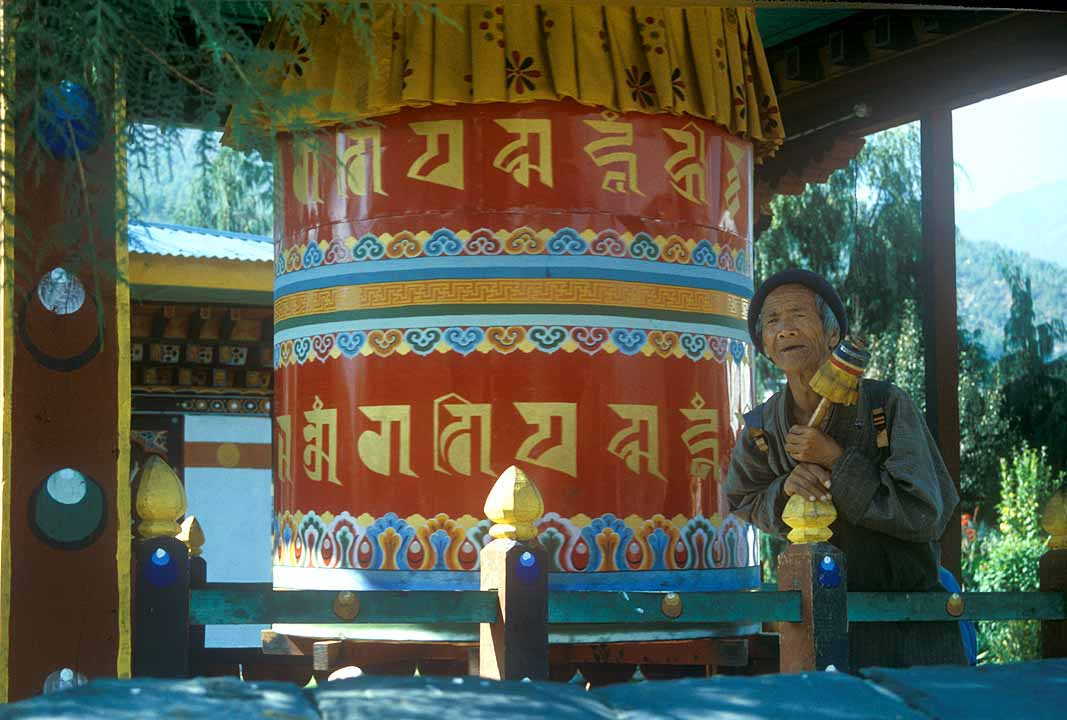
Mannshohe Gebetsmühle in Bhutan

## Bedeutung

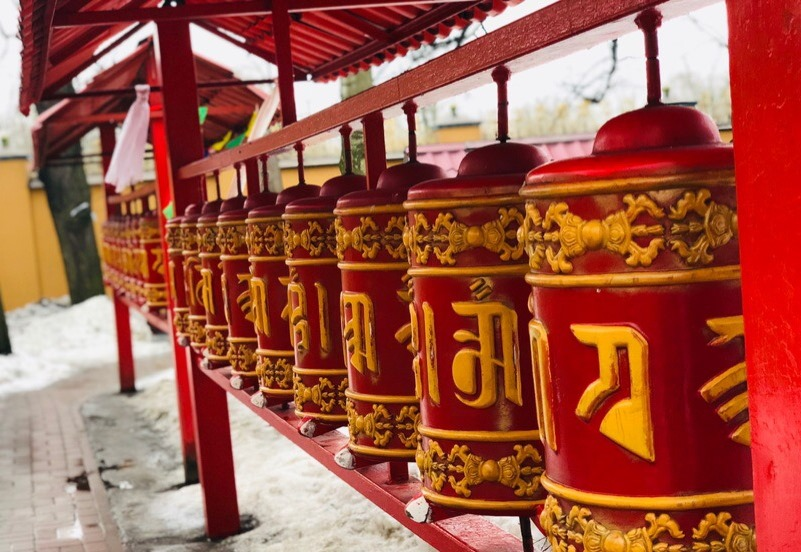
Gebetsmühlen im buddhistischen Tempel von Sankt Petersburg

Im tibetischen Buddhismus werden Gebetsmühlen gedreht, um körperliche Aktivität und geistig-spirituelle Inhalte miteinander zu verknüpfen.
Ein grundsätzliches Ziel dieser Handlung und grundlegende Methode des Vajrayana ist es, alle Aspekte der Lebenswirklichkeit, also auch einfachste körperliche Handlungen, wie das Drehen einer Gebetsmühle, in den Pfad zur Erleuchtung zu integrieren. An diese Form der spirituellen Praxis lassen sich verschiedene Stufen einer spirituellen Sichtweise knüpfen.
Das Drehen der Gebetsmühlen dient nach buddhistischer Überzeugung dazu, gutes Karma anzuhäufen. Eine einfache Motivation dieser Praxis ist es, bei der Drehung der Gebetsmühle den Wunsch zu hegen, dass alle in der Walze befindlichen Mantras durch die Drehung zum Wohle der fühlenden Wesen wirken, deren Leid beseitigen und ihnen Glück bringen.
Eine weiterführende Motivation dieser Praxis besteht darin, bei der Drehung der Gebetsmühle zu visualisieren (geistig zu projizieren), dass alle darin enthaltenen Mantras während des Drehens Licht zu allen fühlenden Wesen ausstrahlen, deren Leid beseitigen und schlechtes Karma auflösen.
Eine fortgeschrittene, sich der höchsten Sichtweise des Buddhismus annähernde Praxis des Drehens einer Gebetsmühle liegt darin, während des Drehens der Gebetsmühle sich darauf zu konzentrieren, dass sowohl der Drehende als auch die Handlung des Drehens und die sich drehende Gebetsmühle, samt den darin enthaltenen Mantras und Gebeten, untrennbar von einer in ihrem Ursprung „nichtdualen Natur“ sind – alles ist letztlich eins.

## Typen
Es gibt festinstallierte mittelgroße Gebetsmühlen an Stupa-Umgängen, die beim Umschreiten (pradakshina) in Bewegung gesetzt werden können; an Tempelmauern sind sie oft geradlinig nebeneinander angeordnet. Einzeln stehende riesige Gebetsmühlen wurden ebenso entwickelt wie kleine Handmühlen. Neben denen mit menschlicher Kraft in Bewegung gesetzten Gebetsmühlen gibt es auch solche, die durch Wind- oder Wasserkraft angetrieben werden.

## Redewendung
Aus der Praxis des langandauernden Drehens einer Gebetsmühle leitet sich das fast immer pejorativ gebrauchte Adjektiv „gebetsmühlenartig“ ab, welches das monotone und anhaltende Wiederholen eines Gedankens oder eines Sinnzusammenhangs beschreibt.